# КрАЗ-6511
КрАЗ-6511 (англ. KrAZ 6511) — сімейство безкапотних автомобілів-шасі вантажопідйомністю 18-23 тонни виробництва АвтоКрАЗ.

## Історія
У 2014 році дебютувало сімейство вантажівок КрАЗ-6511, створене на основі моделі КрАЗ H23.2R.
У 2015 році автомобіль пристосували для встановлення двигунів ЯМЗ та Ford Ecotorq.

## Опис
На автомобілі КрАЗ-6511 встановлюють ліцензійну кабіну MAN TGA виробництва Hubei Qixing (модель PW21), зі спальним місцем, двигун Weichai WP12.400E40 об'ємом 11,596 л, потужністю 400 к.с. (1920 Нм), ЯМЗ або  Ford-Ecotorq 9.0 л потужністю 362 к.с. і 12-ступеневу механічну коробку передач 12JS180TA або 9-ступеневу механічну 9JS200TA або 9JS150TA-B.
Передня підвіска залежна, на двох поздовжніх напівеліптичних листових ресорах з двома гідравлічними амортизаторами, задня підвіска залежна, балансирного типу, на двох поздовжніх напівеліптичних листових ресорах.
На шасі КрАЗ-6511 можна встановлювати різні надбудови.
Шасі обладнано антиблокувальною системою гальм.

## Модифікації
- КрАЗ-6511Н2 — шасі колісної формули 6х2 вантажопідйомністю 18 тонн, з наявністю задньої третьої підйомної осі SAF-Holland[1].
- КрАЗ-6511Н4 — базовий автомобіль-шасі з колісною формулою 6х4 вантажопідйомністю 23,4 тонни, призначений для монтування різноманітних надбудов.
- КрАЗ-6511Н6 — автомобіль-шасі з колісною формулою 6Х6, подвійною ошинковкою задніх мостів і вантажопідйомністю 21,5 тонн, призначений для монтування різноманітних надбудов.
- КрАЗ-6511С4 — самоскид з колісною формулою 6х4 вантажопідйомністю 20 тонн.
- КрАЗ-6511С6 — самоскид з колісною формулою 6х6, подвійною ошинковкою задніх мостів і вантажопідйомністю 19 тонн.
- КрАЗ-6511С4 «Караван» — автопоїзд-зерновоз призначений для перевезення і механізованого розвантаження сипучих і навалювальних дрібнофракційних вантажів питомою масою від 0,4 до 0,85 т/м³[2].
- КрАЗ-6511М4 — автомобіль-сортиментовоз, призначений для навантаження і перевезення сортиментів довжиною 2, 4 і 6 метрів.
- КрАЗ-6511В4 — бортовий автомобіль з колісною формулою 6х4.